# Sông Lũy
Sông Luỹ là một sông đổ ra Biển Đông, chảy qua các tỉnh Lâm Đồng và Bình Thuận .
Sông có chiều dài 96 km và diện tích lưu vực là 2.014 km² .

## Dòng chảy
Sông khởi nguồn từ các suối ở sườn nam một núi cao 1664 m ở xã Gung Ré huyện Di Linh tỉnh Lâm Đồng và có tên gọi là sông Nhum 11°25′52″B 108°05′08″Đ / 11,431004°B 108,085431°Đ.
Tuy là sông miền núi xa biển, nhưng tên sông Nhum, cầu Nhum,... được người du lịch gắn vào món ăn đặc sản chế biến từ con nhum, tên địa phương của con nhím biển hay cầu gai, là loài phổ biến ở vùng biển Bình Thuận 
Sông Lũy đổ ra vịnh Phan Rí ở cửa biển tại thị trấn Phan Rí Cửa 11°09′46″B 108°33′26″Đ / 11,162886°B 108,557345°Đ